# Martin Kosleck
Martin Kosleck (* 24. März 1904 als Nicolaie Yoshkin in Barkotzen, Ortsteil von Alt Kolziglow, Pommern; † 15. Januar 1994 in Santa Monica, Kalifornien) war ein deutsch-amerikanischer Film-, Fernseh- und Bühnenschauspieler. 1931 emigrierte er aus Deutschland nach Großbritannien, von dort weiter in die USA nach Hollywood. Im Laufe seiner Karriere zwischen 1927 und 1980 war er in 89 Filmen und Fernsehsendungen zu sehen, wo er häufig den Typus des „Nazi-Bösewichts“ verkörperte, insbesondere Joseph Goebbels.

## Leben und Karriere
Martin Kosleck, geboren in Barkotzen in Pommern (heute Barkocin in Polen), war der Sohn eines russischen Försters. Schon früh war er begeistert vom Schauspielen. Er besuchte sechs Jahre lang die Schauspielschule von Max Reinhardt, wo er vor allem Rollen in Shakespeare-Stücken übernahm. Außerdem trat er in Berliner Revuen und Musicals auf. Im Alter von 23 Jahren bekam er seine erste Filmrolle in dem Stummfilm Der Fahnenträger von Sedan (Regie: Johannes Brandt), 1929 in Napoleon auf St. Helena (Regie: Lupu Pick), 1930 in seinem ersten Tonfilm Alraune (Regie: Richard Oswald) und in Die singende Stadt/City of Song (Deutschland/Großbritannien; Regie: Carmine Gallone).
Beim Aufkommen der Nationalsozialisten setzte die Gestapo auf Veranlassung des Propagandaministers und Präsidenten der Reichskulturkammer Joseph Goebbels ihn als erklärten Gegner der Nationalsozialisten auf die Liste der „unerwünschten Personen“ und erließ gegen ihn einen Haftbefehl. Kosleck war bereits 1931 nach Großbritannien übersiedelt, im Jahr darauf zog er von dort in die USA und ging über New York nach Hollywood. Sein erster amerikanischer Film war die Musical-Komödie Fashions of 1934 (in der Hauptrolle Bette Davis). Da ihm zunächst kaum weitere Filmrollen angeboten wurden, kehrte Kosleck zunächst zurück auf die Bühnen von New York. Während er auf dem Broadway im Kaufmann von Venedig mitwirkte, bot ihm Anatole Litvak eine Nebenrolle als Joseph Goebbels in der Warner-Brothers-Produktion Ich war ein Spion der Nazis an. Mit Beginn des Zweiten Weltkrieges und Kriegseintritts der USA 1941 boomten in den frühen 1940er Jahren Anti-Nazi-Propagandafilme und dafür wurden gegen die Nationalsozialisten eingestellte deutsche Darsteller gesucht. Während viele Emigranten es ablehnten, Nationalsozialisten zu spielen, sah Kosleck dies als berufliche Chance und auch Gelegenheit an, es den Nationalsozialisten, vor allem Goebbels, heimzuzahlen. Aufgrund seiner eiskalten Ausstrahlung, seines stechenden Blicks und seines starken deutschen Akzents wurde Kosleck in der Folge häufig in der Rolle des „Nazi-Bösewichts“ engagiert. Insgesamt stellte er fünfmal Goebbels dar, außerdem trat er als SS-Mann und als KZ-Offizier auf, auch als Spion, Geheimagent, Psychopath und anderes. Zum Schutz seiner in Deutschland verbliebenen Verwandten behauptete Kosleck, sein Name sei nur ein Pseudonym und er sei als „Nicolai Yoshkin“ geboren worden.
Nach Kriegsende waren Nazi-Rollen nicht mehr gefragt und Kosleck musste sich eine Zeit lang mit Rollen in B-Horrorstreifen durchschlagen. Kosleck kehrte daraufhin mit seiner Frau, der in Deutschland geborenen Schauspielerin Eleonora von Mendelssohn, abermals nach New York zurück. Auf dem Broadway spielte er in den späten 1940ern und frühen 1950ern einige Bühnenrollen, unter anderem in The Madwoman of Chaillot (Die Irre von Chaillot).
Im neuen Medium Fernsehen übernahm er in den 1950ern und 1960ern Gastauftritte bei verschiedenen Serien-Episoden (u. a. The Rogues, 1964), teilweise erneut in der Rolle des Nationalsozialisten. Nachdem er in den 1970ern einen Herzinfarkt erlitten hatte, trat er nur noch vereinzelt auf, meist im Fernsehen. Sein letzter Filmauftritt war 1980 in Sam Marlow, Privatdetektiv.
Außerhalb der Schauspielerei betätigte sich Kosleck in Zeiten mangelnder Rollenangebote auch als Porträtmaler im impressionistischen Stil. Unter anderen wurden Bette Davis und Marlene Dietrich von ihm porträtiert.
Kosleck war seit den frühen 1930er-Jahren bis zu dessen Tod 1958 in einer manchmal turbulenten Beziehung mit dem Schauspieler Hans Heinrich von Twardowski, worüber auch ausführlich der Briefwechsel zwischen Twardowski und dessen enger Freundin Marlene Dietrich Auskunft gibt. 1948 heiratete er unerwartet die Schauspielerin Eleonora von Mendelssohn, die 1951 Suizid beging. Kosleck starb im Alter von 89 Jahren nach einer Bauchoperation in einem Genesungsheim in Santa Monica, Kalifornien.

## Filmografie
- 1927: Der Fahnenträger von Sedan
- 1929: Napoleon auf St. Helena
- 1930: Alraune
- 1930: Die singende Stadt
- 1934: Liebe ohne Zwirn und Faden (Fashions of 1934)
- 1939: Ich war ein Spion der Nazis (Confessions of a Nazi Spy)
- 1939: Nurse Edith Cavell
- 1939: Espionage Agent
- 1939: Nick Carter, Master Detective
- 1940: Calling Philo Vance
- 1940: Der Auslandskorrespondent (Foreign Correspondent)
- 1941: The Mad Doctor
- 1941: Underground
- 1941: International Lady
- 1941: The Devil Pays Off
- 1941: Agenten der Nacht (All Through the Night)
- 1942: Fly-by-Night
- 1942: Nazi Agent
- 1942: Berlin Correspondent
- 1942: Divide and Conquer
- 1942: Manila Calling
- 1943: Chetniks
- 1943: Bomber’s Moon
- 1943: The North Star
- 1944: The Great Alaskan Mystery
- 1944: The Hitler Gang
- 1944: Secrets of Scotland Yard
- 1944: The Mummy’s Curse
- 1945: Strange Holiday
- 1945: The Frozen Ghost
- 1945: Gangs of the Waterfront
- 1945: Gefährliche Mission (Pursuit to Algiers)
- 1945: The Spider
- 1946: Crime of the Century
- 1946: Just Before Dawn
- 1946: House of Horrors
- 1946: Die Gräfin von Monte Christo (The Wife of Monte Cristo)
- 1946: She-Wolf of London
- 1947: The Beginning or the End
- 1948: Half Past Midnight
- 1948: Assigned to Danger
- 1948: Smugglers’ Cove
- 1956: Spion für Deutschland
- 1961: Wilde Knospen (Something Wild)
- 1962: Hitler
- 1964: The Flesh Eaters
- 1964: 36 Stunden (36 Hours)
- 1965: Kennwort: Morituri (Morituri)
- 1966: Im Auftrag von H.A.R.M. (Agent from H.A.R.M.)
- 1969: Wake Me When the War Is Over (Fernsehfilm)
- 1970: Wo, bitte, geht’s zur Front? (Which Way to the Front?)
- 1971: Longstreet (Fernsehfilm)
- 1978: A Different Approach (Kurzfilm)
- 1980: Sam Marlow, Privatdetektiv (The Man with Bogart’s Face)